# اغربينة (قطانية)
اغربينة أو غرافينا دي كاتانيا (بالإيطالية: Gravina di Catania)‏ هي مدينة تقع في مقاطعة قطانية في صقلية في إيطاليا وبلغ عدد سكانها 27642 نسمة حسب إحصائيات عام 2009م.

## السكان
في سنة 1861 بلغ عدد السكان 1٬373 نسمة، وتطور العدد ليصل في سنة 2011 لـ 26٬543 نسمة.
يظهر هذا المخطط البياني تطور النمو السكاني لـ اغربينة في قطانية